# Neolophonotus ladon
Neolophonotus ladon là một loài ruồi trong họ Asilidae. Neolophonotus ladon được Walker miêu tả năm 1849. Loài này phân bố ở vùng nhiệt đới châu Phi.